# Lijst van ministers van Naturellenzaken
De minister van Naturellenzaken (Afrikaans: Minister van Naturellesake, Engels: Minister of Native Affairs), was een ministerspost in de Unie van Zuid-Afrika (1910-1966). De voornaamste taak van de minister was het behartigen van de belangen van de Bantoe. Met de invoering van de Apartheid in 1948 kreeg de minister vooral de taak het doorvoeren van de apartheidswetten. In de jaren 60 kreeg de minister de naam minister van Bantoe Zaken en was verantwoordelijk voor de (gedwongen) vestiging van Bantoes in de zogenaamde "Bantoestans" (thuislanden). In 1988, nog voor de afschaffing van de Apartheid, werd de ministerspost opgeheven.
De bekendste minister van Naturellenzaken was dr. Hendrik Verwoerd die van 1950 tot 1958 deze ministerspost bekleedde en de Apartheidswetten doorvoerde.

## Ministers van Naturellenzaken/ Ministers van Bantoezaken
| #                            | Persoon                                                     | periode                              | partij                       |
| Minister van Naturellenzaken | Minister van Naturellenzaken                                | Minister van Naturellenzaken         | Minister van Naturellenzaken |
| ---------------------------- | ----------------------------------------------------------- | ------------------------------------ | ---------------------------- |
| 1.                           | Henry Burton                                                | 31 mei 1910 - 25 juni 1912           | SAP                          |
| 2.                           | James Barry Munnik Hertzog                                  | 25 juni 1912 - 20 december 1912      | SAP                          |
| 3.                           | Jacobus Wilhelmus Sauer                                     | 20 december 1912 - 23 september 1913 | SAP                          |
| 4.                           | Louis Botha                                                 | 23 september 1913 - 3 september 1919 | SAP                          |
| 5.                           | Jan Smuts                                                   | 3 september 1919 - 30 juni 1924      | SAP                          |
| 6.                           | James Barry Munnik Hertzog                                  | 30 juni 1924 - 19 juni 1929          | NP                           |
| 7.                           | Ernest George Jansen                                        | 19 juni 1929 - 30 maart 1933         | NP                           |
| 8.                           | Pieter Gert Wessel Grobler                                  | 30 maart 1933 - 3 juni 1938          | NP; 1934 VP                  |
| 9.                           | Henry Allen Fagan                                           | 3 juni 1938 - 6 september 1939       | VP                           |
| 10.                          | Deneys Reitz                                                | 6 september 1939 - 11 januari 1943   | VP                           |
| 11.                          | Pieter Voltelyn Graham van der Byl                          | 11 januari 1943 - 4 juni 1948        | VP                           |
| 12.                          | Ernest George Jansen                                        | 4 juni 1948 - 19 oktober 1950        | HNP                          |
| 13.                          | Hendrik Verwoerd                                            | 19 oktober 1950 - 3 september 1958   | HNP; 1951 NP                 |
| Minister van Bantoezaken     |                                                             |                                      |                              |
| 1.                           | Michiel Daniel Christiaan de Wet Nel                        | 1958 - 1966                          | NP                           |
| 2.                           | Michiel Coenraad Botha                                      | 1966 - 1977                          | NP                           |
| 3.                           | Connie Mulder                                               | 1978                                 | NP                           |
| 4.                           | Pieter Koornhof (minister van Samenwerking en Ontwikkeling) | 1978 - 1984                          | NP                           |
| 5.                           | Gerrit Viljoen (minister van Samenwerking en Ontwikkeling)  | 1984 - 1988                          | NP                           |